# Dun-sur-Meuse
Dun-sur-Meuse é uma comuna francesa na região administrativa do Grande Leste, no departamento de Meuse. Estende-se por uma área de 6.41 km², e possui 662 habitantes, segundo o censo de 2018, com uma densidade de 100 hab/km².